# Blackman River
Der Blackman River ist ein Fluss im Osten des australischen Bundesstaates Tasmanien.

## Geografie

### Flusslauf
Der rund 42 Kilometer lange Fluss entspringt an den Nordhängen des Wild Pig Tier, eines Berges etwa drei Kilometer südlich des Lake Crescent. Von dort fließt er nach Nordosten, unterquert in Tunbridge den Midland Highway und mündet bei Mona Vale in den Macquarie River.

### Nebenflüsse mit Mündungshöhen
- Floods Creek  – 213 m[1]